# Palpelius albofasciatus
Palpelius albofasciatus là một loài nhện trong họ Salticidae.
Loài này thuộc chi Palpelius. Palpelius albofasciatus được Elizabeth Maria Gifford Peckham & George William Peckham miêu tả năm 1907.